# Catarina Alves Costa
Catarina Alves Costa (Porto, 1967), é uma realizadora e antropóloga portuguesa que ficou conhecida pelos seus documentários etnográficos. Premiada em vários festivais, viu o seu filme A Seda é um mistério, ser distinguido com o Prémio de Melhor Obra audiovisual pelo Conselho Internacional de Museus.

## Percurso
Catarina Alves Costa, nasceu no Porto, no dia 8 de Abril de 1967. 
Estudou em Lisboa no ISCTE onde fez a licenciatura em Antropologia Social. De seguida obteve uma bolsa da Fundação Calouste Gulbenkian e foi fazer o mestrado Antropologia Visual na Universidade de Manchester no Granada Centre for Visual Anthropology; por último, doutorou-se na Universidade Nova de Lisboa. 
Trabalhou nos arquivo de imagens do Museu Nacional de Etnologia de 1994 a 2000, onde trabalhou com Benjamim Pereira que foi consultor científico de alguns dos seus documentários, nomeadamente A Seda é um Mistério e O Linho é Um Sonho. 
Foi responsável pela sonorização, identificação e organização dos filmes etnográficos realizados por Margot Dias (sobre os quais havia criado um guia em 1997), que foram editados e lançados em 2021 pela Cinemateca Portuguesa. 
Em 2000, fundou em parceria com a realizadora Catarina Mourão a produtora de documentários Laranja Azul. 
Foi presidente da Apordoc – Associação pelo Documentário e fez parte da direcção artística do DocsKingdom e da direcção da Associação Portuguesa de Antropologia. 
Paralelamente à sua carreira de realizadora, Catarina Alves Costa trabalha como investigadora em antropologia visual e cinema documental, no Centro em Rede de Investigação em Antropologia (CRIA) da Universidade Nova de Lisboa. 

## Prémios e Reconhecimento
O seu trabalho enquanto realizadora tem sido reconhecido internacionalmente tendo sido premiada com vários prémios, nomeadamente: 
- 1993 - Com Regresso à terra ganhou o Prémio Melhor Filme de Estudante no Festival do Filme Etnográfico de Göttingen (Alemanha) [13][14]
- 1994 - Senhora Aparecida, é o seu filme mais premiado. Com ele recebeu: em 1996, o 1º Prémio do festival Rassegna Internazionale di Documentari Etnografici (Sardenha); o Prémio de Realização no University of California Film Festival (1997) e o Prémio Europeu Massimo Troisi (2000) [15]

- 1998 - Com Swagatam (Bem-Vindos) ganhou o Prémio Planéte Bilan du Film Ethnographique, Bilan du Film Ethnographique [16]

- 2004 - Pelo documentário O Arquitecto e a Cidade Velha ganhou o Prémio do Público, no XI Caminhos do Cinema Português (Coimbra) [17]

- 2004 - A Seda é um mistério, foi distinguido com Prémio de Melhor Obra audiovisual do Conselho Internacional de Museus (ICOM) [18]

- 2008 - Pelo documentário Nacional 206, ganhou o Prémio AVID para Melhor Montagem, no Doclisboa [19]
- 2009 - Recebeu o Prémio de Melhor Documentário e uma Menção Honrosa no Festival Caminhos do Cinema Português pelo documentário Falamos de António Campos [20]

- 2019 - Recebeu o Prémio de Melhor Documentário no Festival Internacional de Filme Etnográfico do Recife (Brasil), pelo documentário: Viagem aos Makonde de Moçambique [21]

## Obras Seleccionadas

### Filmografia
Realizou os documentários: 
- 1992 - Regresso à Terra

- 1994 - Senhora Aparecida [24]

- 1998 - Swagatam (Bem-Vindos) [25]

- 1998 - Kirtida e Mohamade

- 2000 - Os Acrobatas da Pedra Rolada
- 2000 – Máscaras (co-realizado com Catarina Mourão) [15]

- 2001 - Mais Alma [26]

- 2002 - O Arquitecto e a Cidade Velha (viagem de Álvaro Siza a Cabo Verde  propósito do seu projecto de restauração da Ribeira Grande) [27]

- 2003 - O Linho é um Sonho

- 2003 - A Seda é um Mistério (do qual Benjamim Pereira foi consultor cientifico) [28]

- 2006 - O Morgadinho

- 2008 - Nacional 206 [29]

- 2008 - O Parque

- 2009 - Falamos de António Campos [30]

- 2010 - Casas Para o Povo

- 2011 - O Desejo do Saber
- 2015 - O Fio do Azeite [2]

- 2016 - Pedra e Cal

- 2019 - Um Ramadão em Lisboa (co-realizado com Amaya Sumpsi, Carlos Lima, Joana Lucas, Raquel Carvalheira e Teresa Costa) [31][32]
- 2019 - Viagem aos Makonde de Moçambique [33][34]

## Ligações Externas
- Vimeo Oficial de Catarina Alves Costa

- Catarina Alves Costa entrevistada para a série Trajectórias do LISA - Laboratório de Imagem e Som em Antropologia de São Paulo